# Stronghold: Crusader
Stronghold: Crusader este un joc video produs de Firefly Studios ca succesorul jocului din 2001 Stronghold. Crusader are multe în comun cu jocul original Stronghold, dar diferă față de predecesorul prin faptul că acțiunea nu mai are loc într-o ipotetică Europă ci în Asia Mică în timpul Cruciadelor. Jocul conține o mulțime de noi unități arabe care pot fi cumpărate dintr-o clădire nouă, cea a mercenarilor. Deși trupele arabe nu necesită resurse pentru a fi produse, ele sunt destul de scumpe. Jocul a fost de asemenea lansat ca Stronghold Warchest. Această versiune conține un compendiu al seriei Stronghold și o versiune îmbunătățită a Stronghold: Crusader, cu personaje suplimentare și un Traseu al Cruciaților (Crusader Trail) adițional.